# Huffyuv

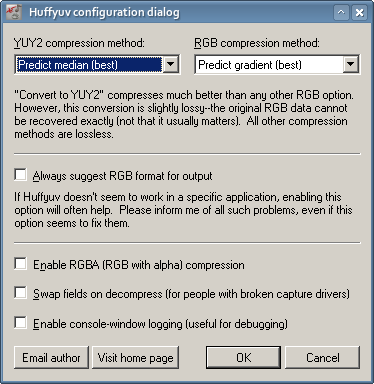

Huffyuv(또는 HuffYUV)는 영상 코덱 가운데 하나로 만든 이는 Ben Rudiak-Gould이다. 코덱 이름에는 'YUV'라고 들어 있지만, 실제로는 YUV가 아니라 YCbCr 색 공간을 뜻한다. "무손실"은 복호화기에서 나오는 산출물이 부호화기에서 들어간 입력물과 똑같다는 것을 의미한다. Huffyuv의 알고리즘은 무손실 JPEG-LS하고 비슷하다.
FFmpeg 프로젝트에 Huffyuv가 포함되어 있어서 리눅스나 맥 OS X에서도 Huffyuv 파일을 만들거나 재생할 수 있다. 물론 FFmpeg 기반의 VLC 미디어 플레이어, MPlayer, ffdshow 같은 응용 프로그램에서도 파일을 만들고 재생할 수 있다.
GNU 일반 공중 사용 허가서 2판을 따르며 2002년 이후로 더 이상의 업데이트가 이루어지지 않고 있다.

## 같이 보기
- 허프만 부호화
- 동적 허프만 부호화
- PPM 압축 알고리즘
- YCbCr 색 공간
- 라가리스 - Huffyuv에서 갈라져 나온 무손실 영상 코덱
- MSU 무손실 영상 코덱